# サン＝ラファエル (ヴァール県)
サン＝ラファエル （Saint-Raphaël、プロヴァンサル語:Sant Rafèu）は、フランス、プロヴァンス＝アルプ＝コート・ダジュール地域圏、ヴァール県のコミューン。

## 地理
サン＝ラファエルはフレジュス湾の端に位置し、東はアルプ＝マリティーム県と接している。24マイルの長さになる海岸線を持つ。サン＝ラファエルには4箇所の広い砂質の海水浴場がある。

## 交通
- 道路 - A8
- 鉄道 - サン＝ラファエル-ヴァレスキュール駅。TGVのほかTERプロヴァンス・アルプ・コート・ダジュールの路線が停まる

## 由来
最初に名前の知られた1065年から現在まで、サン＝ラファエルの名称である。この頃大天使ラファエルに捧げられた教会が建てられ、要塞化された村、カストゥルムとなっていた。1073年の名はSanctus Raphaëlであった。

## 歴史

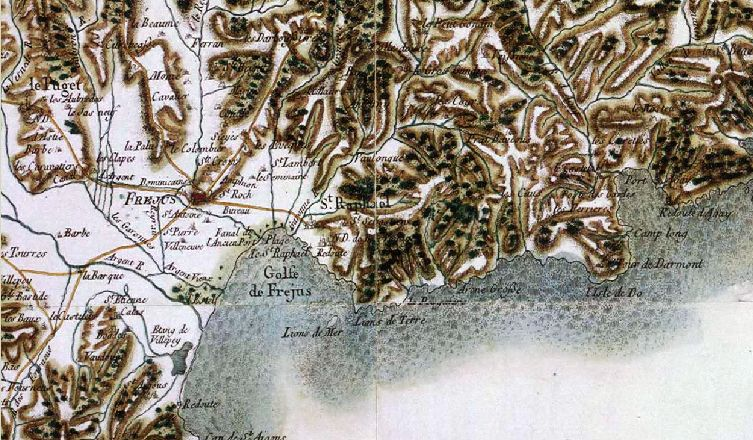
カッシーニ地図に描かれたサン＝ラファエル

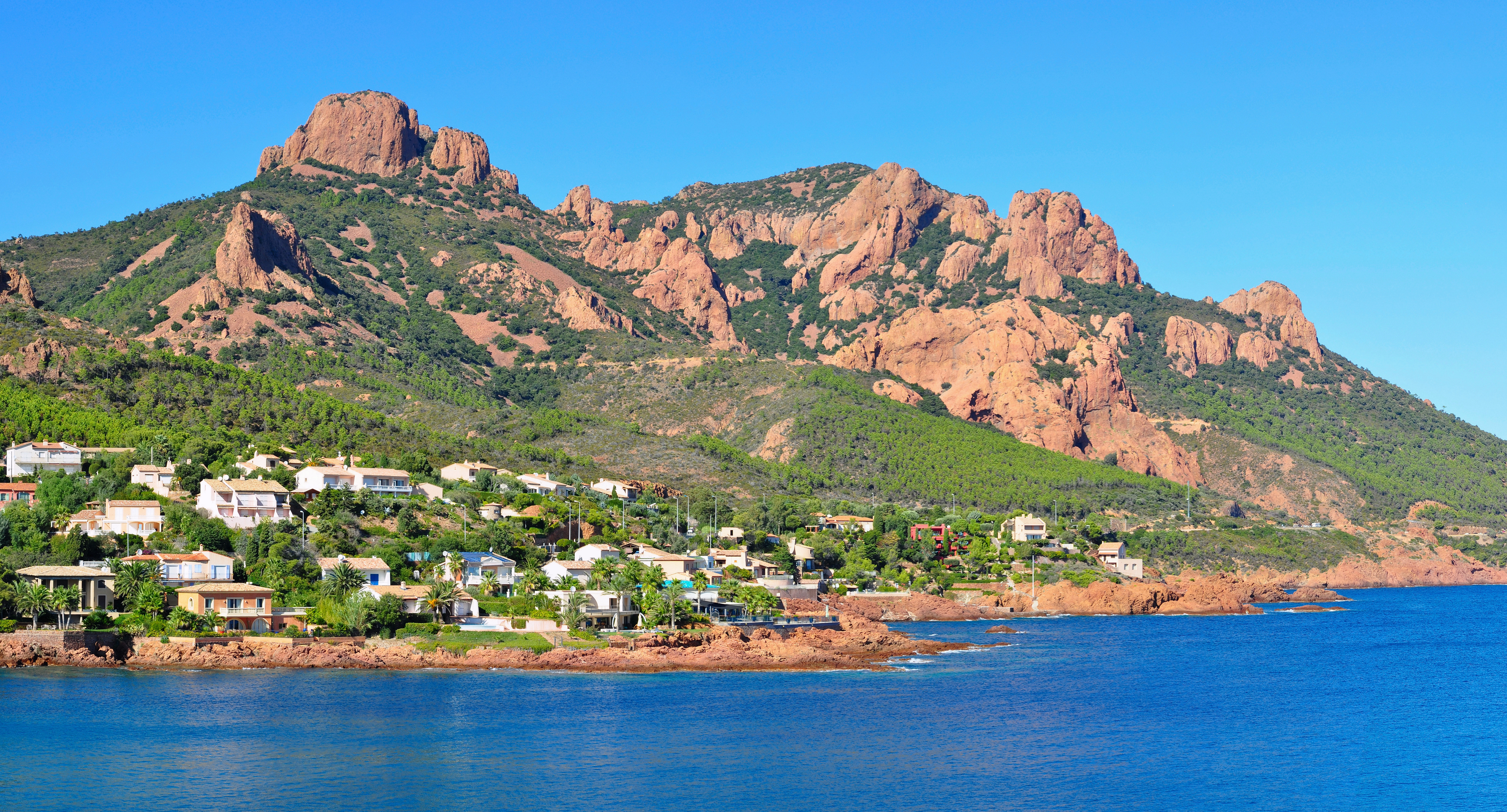
エストレル山地とサン＝ラファエルの町並み

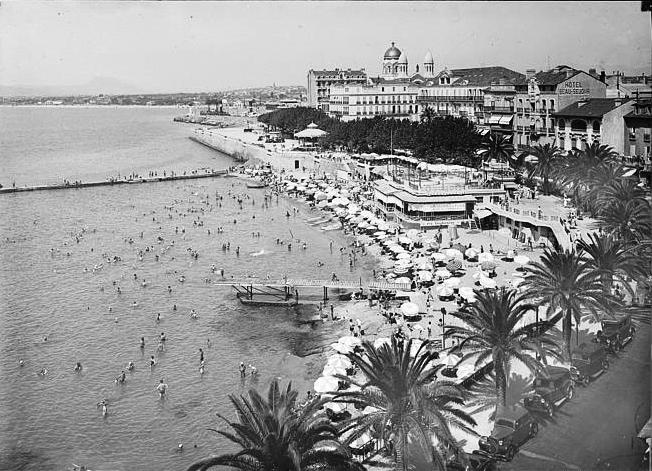
20世紀初頭の海水浴場

マッサリアのギリシャ人がこの一帯を植民地化する以前、リグリア人たちが征服していた。同時代、アゲ湾には避難港としてアガトン（Agathon）が設けられていた。古代ローマはアガトンの港をポルトゥス・アガトニス（Portus Agathonis）とし、ユリア・アウグスタ街道に接続した。この道はガリア・チサルピナのフォルムであるユリイ（Julii、現在のフレジュス）まで通じていた。サン＝ラファエルの場所はヴィッラで占められた。水道橋の遺構、浴場跡が見つかっている。
10世紀、異民族がこの地域に侵攻し略奪を働いた。聖オノラ・ダルルはサント＝ボームの洞窟から出て、レラン島にレラン修道院を建てた。972年、プロヴァンス伯ギヨーム1世がサラセン人を退けた。現在のコミューンの領域をレラン修道院とマルセイユのサン＝ヴィクトル修道院が手にいれ、村に大天使ラファエルに捧げた要塞状教会を建てた。
村は5世紀以来フレジュス司教座に属した。12世紀、プロヴァンス伯とトゥールーズ伯、そしてバルセロナ伯の連続する抗争で、テンプル騎士団は村の所有権をとることができた。1312年に騎士団が解体されるまで、村はイエールやグラースのようなコマンドリーとなった。テンプル騎士団の消滅後は、聖ヨハネ騎士団に権利が移った。1347年、黒死病の流行でプロヴァンスは荒廃し、人口の1/3以上が失われた。16世紀、プロヴァンスの海岸は海賊とカール5世の軍に襲われた。この対策として、フレジュス司教区は1562年にアルモンの頂に監視塔をつくることにした。1635年、アゲ湾の岬に星型のアルモン塔が建てられた。1690年、住民は大天使ラファエルのとりなしを願って紋章に絵姿を加えた。18世紀の村の経済は漁業資源に頼っていた。港近くの地区がマリーヌ地区として発展した。
1794年、信仰に根ざした地名を嫌った革命政府は、サン＝ラファエルをポール・バラスにちなんでバラストン（Barraston）と改名させた。
1863年、マルセイユからヴェンティミーリアまでの区間を走る路線が敷かれ、サン＝ラファエル-ヴァレスキュール駅が開業した。小説家でジャーナリストのアルフォンス・カーはたびたびサン＝ラファエルを訪れ、まちの観光活動の後押しをした。1864年に亡くなるまでサン＝ラファエルに住んだカーの後、ヴィクトル・ユーゴー、ジョルジュ・サンド、テオフィル・ゴーティエといった文人たち、ジョルジュ・クレマンソー、ジョゼフ・ガリエニ、ベルギー王アルベール1世といった政治家たちが続けて訪問した。作曲家シャルル・グノーは、サン＝ラファエルで1867年にオペラ『ロミオとジュリエット』を、1885年に『アヴェ・マリア』を書き上げた。
1881年にグラン・カジノ建設、1882年にプロテスタント教会建設、1887年にノートルダム・ド・ラ・ヴィクトワール教会が建設され、成長が続いた。2つの大戦の間もセレブレティの訪問は続き、F・スコット・フィッツジェラルドは『夜はやさし』を書いた。
自由地帯にあったサン＝ラファエルは、第二次世界大戦初期には影響を受けなかった。1940年に8月、アントワーヌ・ド・サン＝テグジュペリは姉とアゲ湾を訪れ滞在した。1944年7月31日、バスティア・ポレッタ空港を飛び立ったサン＝テグジュペリの飛行機は、姉の住むシャトー近くを飛んだあと、行方不明となった。ドラグーン作戦が始まると、サン＝ラファエルも空爆を受け、水道橋が破壊された。
コミューンの観光ブームは、国道7号線の開通、1961年のA8道路開通、2001年のTGV開通で続いた。2004年にドラグーン作戦60周年記念式典が開かれ、2007年にはフランス全国水泳選手権が開催された。

## 人口統計
| 1962年 | 1968年 | 1975年 | 1982年 | 1990年 | 1999年 | 2006年 |
| ------ | ------ | ------ | ------ | ------ | ------ | ------ |
| 13425  | 17844  | 21080  | 24118  | 26616  | 30233  | 33804  |

参照元:1968年以降Insee ·  · 

## 出身者
- ジャン・クリストフ・ナポレオン - ナポレオン公
- カルロ・ディ・ボルボーネ＝ドゥエ・シチリエ - 両シチリア王国王位請求者

## 姉妹都市
- ジェルムーク、アルメニア
- ゲント、ベルギー
- ザンクト・ゲオルゲン・イム・シュヴァルツヴァルト、ドイツ
- ティベリア、イスラエル